# 秋田なまはげ農業協同組合
秋田なまはげ農業協同組合（あきたなまはげのうぎょうきょうどうくみあい、英:Akita Namahage Agricultural Cooperatives）は、秋田県秋田市千秋矢留町に本部機構を置く農業協同組合。愛称はJA秋田なまはげ。

## 概要
1964年、当時の秋田市に20あった農協のうち、15農協の統合によって秋田市農業協同組合が発足した。同農協は旧秋田市内を営業基盤とし、広面にあった広山田支所などのように、統合の過程で吸収した前身農協の名称をそのまま支所名とすることで、地域特性を生かした営業を展開した。
その後、農業を巡る環境の変化や秋田県農業協同組合中央会による広域JA化推進の方針に基づき、1990年6月1日、秋田市新屋町農協を合併。1995年には追分、秋田市仁井田の市内の2農協を合併。また秋田市による河辺郡の編入合併を前に、1999年4月1日、同郡内2町の農協であったゆうわ農協、羽後河辺町農協を吸収合併し、このときに新あきた農業協同組合と名称を改めた。
2018年4月1日、秋田みなみ農業協同組合（男鹿市）を吸収合併し、秋田なまはげ農業協同組合として発足した。名称は459件の公募の中から決定した。
当初はあきた湖東農業協同組合（五城目町）も加えた3農協での合併を構想していたが、同農協における漬け物の加工や販売事業を手掛ける子会社が2016年度に赤字を計上し、合併不参加を表明したため、2農協での合併となった。
現在は、秋田市、男鹿市、潟上市（天王地区全域及び昭和地区のうち、主に旧金足村だった地区）を管内とする。

## 拠点

### JA新あきた時代
JA新あきた発足後は、本所を本店、支所を支店の名称に変更し、その後、一部支店の整理・統合を行い、外旭川支店→中央支店（後に廃店）、広山田支店→東支店、仁井田支店→南支店、新屋支店→西支店、飯島支店→北支店（現在は飯島西袋の秋田厚生医療センター近くに移設）、などのように、一部の支店は地名ではなく、方角を表す名称などの地区割の中核を指す名称に変更した。
秋田県農協ビル支店は、農林中央金庫秋田支店や旧秋田県信用農業協同組合連合会との関係上、戦略的な事情で設定した店舗で、当農協の南地区管内に設置した。
旧秋田市農業協同組合として発足してから、信用事業店舗の新設は、戦略的な事情のあった秋田県農協ビル支店と秋田組合病院支店（現在の秋田厚生医療センター支店）以外には、被合併農協の本支所を継承した拠点以外には行われていなかったが、2016年11月7日、本店の口座勘定を分割する形で、矢留支店を新設。以降は、それまでの本店窓口がそのまま矢留支店の窓口として営業する形となり、新あきた農協会館のATMも矢留支店の管轄に変更した。

## 沿革

### 秋田市農業協同組合の前史
- 1914年9月8日 - 秋田市最古となる寺内信用販売購買利用組合が設立[5]。
- 1948年 - 現在の秋田市域各地に農業協同組合が発足。
- 1965年8月1日 - 金足、金足神瀬、下新城の3農協が合併し、追分農業協同組合が発足。

### 秋田市農業協同組合
- 1964年
  - 10月1日 - 秋田市飯島、上新城、上新城第一、秋田市外旭川、秋田市外旭川新生、秋田市広山田、秋田市寺内、秋田市旭川、太平、下北手、上北手、秋田市豊岩、秋田市牛島川尻、秋田市下浜、四ツ小屋の15農業協同組合が合併し、秋田市農業協同組合が発足。秋田市長野町[注釈 3]に本所を設置[6]。
  - 12月1日 - 秋田市と敷地建物賃貸契約を締結。
- 1965年4月1日 - 本所を秋田市千秋矢留町の旧・秋田市役所に移転。
- 1972年7月28日 - 本所新築に伴い、秋田市泉字道田の仮事務所に移転[7]。
- 1973年6月19日 - 本所事務所竣工。落成式を挙行[8]。
- 1975年6月1日 - 秋田市の収納代理金融機関に指定される。
- 1990年6月1日 - 秋田市新屋町農業協同組合が秋田市農業協同組合に合併。
- 1995年4月1日 - 追分農業協同組合、秋田市仁井田農業協同組合が秋田市農業協同組合に合併。これに伴い、当時の秋田市は単一農協化を達成。

### ゆうわ農業協同組合
- 1948年 - 大正寺農業協同組合が発足。
- 1963年 - 雄和農業協同組合が発足。
- 1993年 - 合併により、ゆうわ農業協同組合が発足。
- 1997年 - 本所が新築竣工。後に、JA秋田なまはげ雄和支店となって現在に至る。

### 羽後河辺町農業協同組合
- 1948年5月27日 - 戸島農業協同組合が発足。
- 1971年1月20日 - 和田、和田新生、岩見三内、戸島の4農協が合併し、河辺町農業協同組合として発足。
- 1982年8月2日 - 河辺町農業協同組合が、羽後河辺町農業協同組合に改称。
- 1985年1月 - 本所ビルとなる、農業団地センターが新築竣工。後に、JA秋田なまはげ河辺支店となって現在に至る。

### 新あきた農業協同組合
- 1999年4月1日 - 秋田市農業協同組合がゆうわ農業協同組合、羽後河辺町農業協同組合を吸収合併し、新あきた農業協同組合となる。合併に併せて、信用事業の拠点名称を本所・支所から本店・支店に改称。
- 2000年
  - 6月 - 同年5月の秋田組合総合病院（現・秋田厚生医療センター）の新病院稼働に伴い、秋田組合病院支店を有人出張所から昇格する形で新設。
  - 10月 - 当農協を含む4組合の葬祭事業を分割し、営利法人の株式会社ジェイエイ秋田葬祭センターに継承させる。
- 2003年
  - 7月 - 秋田県農協ビル支店がリニューアル開業。
  - 7月 - 外旭川支店と旭川支店の統合店である中央支店と直売所の彩菜館が、秋田市泉馬場に開業。
  - 8月から9月 - 信用事業店舗のうち9支店を廃止し、17本支店に再編[注釈 4]。
  - 10月14日 - 秋田県信用農業協同組合連合会より、一部事業を譲受される。
- 2004年
  - 9月1日 - 子会社として、株式会社JA新あきたライフサービスを設立。
  - 10月1日 - ガソリンスタンド運営やプロパンガスなどの燃料販売事業、Aコープや共同購入などの生活協同組合事業を、当JAから切り離し、株式会社JA新あきたライフサービスへ吸収分割にて移管。
- 2005年
  - 1月4日 - 全国統一のJAバンク勘定系システム、初代JASTEMが稼働開始。
  - 2月 - 秋田市外旭川字梶の目に、ディサービスセンター「悠楽館」が開業。
- 2006年3月 - 関連法人として、有限会社新あきたファーマーズを設立。
- 2008年5月 - 新あきた農協会館内に、金融推進課ローンセンター（現・矢留ローンセンター）を開設
- 2009年1月26日 - 秋田あったかネットに加盟。
- 2010年
  - 1月19日 - 南支店上北手出張所（店舗外ATM）を一時廃止。
  - 5月6日 - 第二次JASTEM稼働により、初代JASTEM時代までに発行された貯金通帳の強制繰越を実施。
  - 7月29日 - 秋田市上北手に直売所の「いぶきの里」が開所。併せて、施設内に南支店いぶきの里出張所（店舗外ATM）を開設。
- 2011年
  - 4月25日 - 寺内支店が北支店へ、川尻支店が秋田県農協ビル支店へ、大正寺支店が雄和支店へ、岩見三内支店が河辺支店へ、四ツ小屋支店が南支店へそれぞれ統合。同時に、南支店は四ツ小屋支店跡地に移転。
  - 10月24日 - 東支店を秋田市東通七丁目に移転し、併せて中央支店と明田支店を統合[注釈 5]。信用事業の拠点は10本支店体制となった。
  - 11月 - 各地に分散していた営農センターを、東支店旧所在地に集約。それまでの地区毎の営農センターのうちの3箇所がグリーンセンターに改組された。
- 2014年
  - 4月1日 - 新あきた農業協同組合としての発足15周年に伴い、シンボルおよびキャッチコピーの制定を実施。
  - 12月22日 - エリアなかいちの商業施設棟1Fに、直売所の「あぐりんなかいち」を開店。
- 2015年4月1日 - 営農センターを新あきた農協会館4Fに移転。代わって、営農センターの旧所在地に、JA新あきたライフサービスの本社を移転。
- 2016年
  - 7月22日  - 秋田市雄和石田において枝豆用の新出荷施設が操業を開始[9]。
  - 11月7日  - 本店の勘定分割を実施。本店窓口跡地に、矢留支店を新設。
  - 11月26日  - ATMでのPay-easyの取り扱いを開始。
- 2018年
  - 1月22日  - 追分支店を近隣所在のジェイエイ秋田葬祭センター・レゼール追分の2Fに移転（仮店舗）。ATMは、敷地内の駐車場の仮設ブースに設置。

### 秋田なまはげ農業協同組合
- 2018年
  - 4月1日 - 秋田みなみ農業協同組合を吸収合併し、「秋田なまはげ農業協同組合」に改称。
    - 方角の支店名はすべて改称[注釈 6]。
    - 旧秋田みなみの4支所を支店として継承。従来の営農センターを秋田地区営農センターとし、旧秋田みなみの営農経済部を男鹿地区営農センターとした。
    - 秋田市収納代理金融機関を、男鹿市内店舗と天王支店に拡大。

  - 11月12日 - 追分支店を新あきた農業協同組合追分支店時代の位置に新築。
- 2019年4月1日 - 株式会社JA新あきたライフサービスの社名を株式会社JA秋田なまはげライフサービスに改称。男鹿・潟上地区におけるガソリンスタンド運営やプロパンガスなどの燃料販売事業、Aコープや共同購入などの生活協同組合事業を同社に移管。
- 2020年
  - 5月1日 - 男鹿市の3支店および天王支店の開店時間を30分繰り下げて秋田市内の支店の営業時間と統一。COVID-19感染対策に伴い、秋田厚生医療センター支店を除く13支店に、暫定的な昼休みを導入。
  - 6月30日 - 男鹿支店船川港出張所、天王支店潟上市役所内出張所（いずれも店舗外ATM）を廃止。
  - 9月30日 - 秋田県農協ビル支店川尻出張所、御野場支店仁井田出張所、河辺支店岩見三内出張所（いずれも店舗外ATM）を廃止。
  - 12月30日 - 男鹿支店五里合出張所、若美支店払戸出張所（いずれも店舗外ATM）を廃止。
- 2021年
  - 3月15日 - 各支店の営業時間を8:30から15:00までとし、窓口の昼営業を再開。
  - 3月29日 - 秋田厚生医療センター支店を飯島支店内に、北浦支店を男鹿支店内にそれぞれブランチインブランチ。これにともない、秋田厚生医療センター構内にある店舗外ATMは継続されたが、北浦支店男鹿中出張所（店舗外ATM）はJA秋田なまはげライフサービス運営の男鹿中給油所の位置に移設、男鹿中よりそいプラザおよび北浦支店男鹿中出張所（店舗外ATM）を開設。
  - 3月31日 - 若美支店野石出張所（店舗外ATM）を廃止。
  - 10月1日 - 管轄店変更に伴い、飯島支店マルダイ八橋店内出張所を秋田県農協ビル支店マルダイ八橋店内出張所に改称。
- 2023年
  - 7月10日 - 管轄店変更に伴い、秋田厚生医療センター支店秋田厚生医療センター内出張所を飯島支店秋田厚生医療センター内出張所に、北浦支店男鹿中出張所を男鹿支店男鹿中出張所にそれぞれ改称。

## 歴代組合長

### 新あきた農業協同組合
- 齋藤秀男 平成11年4月1日〜平成12年3月31日、旧秋田市農協組合長
- 中川薫清 平成12年4月1日〜平成21年6月24日
- 船木耕太郎 平成21年6月24日[10]〜平成29年6月30日
- 京極芳郎 平成29年7月1日〜平成30年3月31日、新あきた農協副組合長、旧ゆうわ農協元組合長

### 秋田なまはげ農業協同組合
- 京極芳郎 平成30年4月1日〜令和3年6月16日、新あきた農協組合長
- 佐藤広美 令和3年6月25日〜現職、前代表理事常務

## 連結子会社
- JA秋田なまはげライフサービス
- 新あきたファーマーズ
- ジェイエイ秋田葬祭センター